# Laura Tătulescu
Laura Tătulescu (n. 1981, Bridgeport, Connecticut, Statele Unite ale Americii) este o soprană româno-americană.

## Biografie
A studiat vioară și canto la Universitatea Națională de Muzică București. A câștigat numeroase premii la diverse concursuri de canto, ceea ce i-a dat șansa foarte timpurie a unui debut, în 2004, la Opera Națională București, în rolul important al Margueritei din Faust.
În anii 2005-2008 a avut numeroase apariții în opere, oratorii și concerte, și a realizat o serie de înregistrări sonore. În anii 2005-2006, Laura Tătulescu a fost bursieră a Concernului Media WAZ (Germania). 

### Opera de Stat din Viena
Pe 29 noiembrie 2005 a debutat la Opera de Stat din Viena, prezentându-se publicului vienez în rolul Giannettei din L'elisir d'amore. Au urmat la opera vieneză roluri multiple, printre care Pamina și Papagena în Flautul fermecat, Barbarina și Suzanna in Le nozze di Figaro, Despina în Cosi fan tutte, Ida în Die Fledermaus, Tebaldo în Don Carlo, Bastienne în Bastien și Bastienne, Xenia în Boris Godunov, Sophie în Werther, Mașa/Chloë în Pique Dame. În februarie 2008 a cântat sub bagheta lui Ricardo Muti, alături de Angelika Kirchschlager, în producția de mare succes a Così fan tutte.
Anul 2006 i-a adus un prestigios premiu pentru tinere talente al Operei din Viena, premiul "Uli Märkle", decernat pentru prima dată în istorie.

### Los Angeles Opera
Laura Tătulescu a debutat în 2008 la Los Angeles Opera în faimosul rol al Laurettei din Gianni Schicchi de Puccini, o punere în scenă de excepție, în regia lui Woody Allen, sub bagheta lui James Conlon. 
În stagiunea 2009 va putea fi ascultată la Bayerische Staatsoper din München, în rolul Susannei din Le nozze di Figaro.